# Hylesia dalina
Hylesia dalina är en fjärilsart som beskrevs av William Schaus 1911. Hylesia dalina ingår i släktet Hylesia och familjen påfågelsspinnare. Inga underarter finns listade i Catalogue of Life.